# Noël van Klaveren
Noël van Klaveren (Alphen aan den Rijn, 27 november 1995) is een Nederlands turnster. Ze behaalde in 2014 de eerste plaats op het onderdeel sprong op het Nederlandse kampioenschap turnen in Rotterdam. Ze won de tweede plaats op het onderdeel sprong op het Europese kampioenschappen Turnen Moskou (2013).